# Sieben Choräle zur Passion
Sieben Choräle zur Passion ist eine Komposition für Orgel von Michael Radulescu (1943–2023). Das Werk entstand 1981/82 und besteht aus sieben Orgelbearbeitungen zu Kirchenliedern, die sich mit der Passion Jesu auseinandersetzen.

## Satzfolge
Allen sieben Sätzen liegt jeweils die Melodie eines Kirchenlieds aus dem 16.–17. Jahrhundert zu Grunde. Die Satzfolge lautet:
1. Durch Adams Fall ist ganz verderbt
2. Herzliebster Jesu
3. Christus, der uns selig macht
4. Da Jesus an dem Kreuze stund
5. O Traurigkeit, o Herzeleid
6. O Lamm Gottes unschuldig
7. Wenn wir in höchsten Nöten sein

Zusätzlich zu den jeweils titelgebenden Melodien wird in der Nr. 4 die Melodie des Gebetsrufs Ecce lignum crucis aus der katholischen Karfreitagsliturgie verwendet.
Nach dem Inhalt der Choraltexte lassen sich die sieben Sätze in drei Gruppen gliedern. Die drei mittleren Lieder erzählen die Passionsgeschichte nach, die beiden ersten und die beiden letzten Lieder ergänzen theologische Deutungen und Reflexionen. Radulescu nennt hierzu die Stichworte Meditation (Nr. 1/2), Aktion (Nr. 3–5) und Anrufung (Nr. 6/7).

## Stilistik

Modus und umgeformter Cantus firmus des 1. Chorals Durch Adams Fall ist ganz verderbt

In der zweiten Hälfte der 1970er Jahre wandte sich Radulescu von der Zwölfton- und Reihentechnik ab. Er setzte sich mit mittelalterlichen Konzeptionen der Tonordnung, der Satztechnik und der musikalischen Form auseinander. Die Sieben Choräle gehören zu den in der Folge entstandenen Werken, die durch modales Denken und Isorhythmie geprägt sind. Als Beispiele für das Aufgreifen historischer Satztechniken nennt Radulescu: isorhythmische Fuge (Choral Nr. 2), Doppelkanon (Nr. 6), Organum (Nr. 7), Parallelbewegung im mittelalterlichen Stil (Nr. 3).
Radulescu benutzt für seine Stücke selbst definierte Modi. Mit diesem Begriff bezieht er sich sowohl auf das historische System der sogenannten Kirchentonarten als auch auf die begrenzt transponierbaren Modi von Olivier Messiaen. Mit beidem gibt es sowohl Berührungspunkte als auch wesentliche Unterschiede, so dass es sich um ein individuelles und eigenständiges System der Tonordnung handelt. Nicht nur freie Stimmen werden in diesen Modi komponiert, sondern auch die Melodien der Liedvorlagen werden in diese Modi umgeformt und damit in ihrer Tonalität einschneidend verändert. Das Ergebnis ist ein einheitlicher, in sich geschlossener Klangeindruck, zu dem der Cantus firmus trotz der modernen Klangsprache keinen Kontrast bildet, in dem er allerdings häufig auch kaum wiederzuerkennen ist.
Einige der Sätze weisen mit einfacher musikalischer Symbolik auf den Inhalt der Lieder hin. So bewegt sich die Musik in Nr. 1 in Analogie zum thematisierten Sündenfall der Menschen während des ganzen Stücks in immer tiefere Lagen. Die zentrale Nr. 4, das ausgedehnteste Stück mit allein fast 10 Minuten Dauer, symbolisiert in nach und nach ansteigender Stimmenzahl und Lautstärke die Aufrichtung des Kreuzes. In der Nr. 6 kontrastieren die scharfen, dissonanten Akkorde der Anrufung „O Lamm Gottes“ mit leisen Kanon-Passagen, deren barocke Seufzerfiguren die Textzeile „Erbarm’ dich unser“ ausdeuten.

## Notenausgabe
- Michael Radulescu: Sieben Choräle zur Passion. Doblinger, Wien 1983, Verlagsnr. 02360.

## Aufnahmen
- Michael Radulescu: Oeuvres pour Orgue (Fünf Stücke, Sieben Choräle zur Passion, Ricercari). Pascale Rouet, Orgel. Disques TRITON, 331132, 2002, auch als YouTube-Playlist.
- Ecce lignum (= Orgellandschaft Schlesien, Vol. V). Darin: Nrn. 1, 4, 5 aus Michael Radulescu: Sieben Choräle zur Passion. Stefan Baier, Rieger-Orgel (1929) in Cosel. Ambiente, ACD-1052.[5]